# 伊藤アルフ
伊藤 アルフ（いとう あるふ、1月23日 - ）は、東京都出身の俳優・モデル・歌手である。身長は176cm。

## 経歴
子役として劇団ひまわりに入団しテレビや映画で活動。近年は、舞台・ミュージカルを中心に活動している。
また、歌手活動の一環として、定期的に特別養護老人施設等で慰問ライブを行っている。城西国際大学メディア学部で講師も務めている。

## TV
- NHK 連続テレビ小説『ひよっこ (テレビドラマ)』第74話（2017年6月27日）電報局員 役
- 千葉テレビ 『マスター☆コレクション』 マンスリーレギュラーアーティスト（2016年2月・3月・7月）、スペシャルゲスト&対談ゲスト（2017年6月21日）
- CX 『Oh,My Dad!!』 第3話（2013年7月25日）
- EX 『仮面ライダーウィザード』 第20話（2013年1月27日）ドアマン 役
- WOWOW ミッドナイト☆ドラマ『人間昆虫記』 第6話（2011年）
- TX Lドラ『Cafe吉祥寺で』 第1話（2008年）早乙女光二 役
- CX 『ミュージックフェア』（2001年）加山雄三 コーラス
- CX 『魔法のランプ!』（1995年）アシスタント

他多数

## RADIO
- FM FUJI 『Selectors』（2019年11月30日）ゲスト
- FM FUJI 『Saturdays!』（2019年2月2日）ゲスト
- FM FUJI 『Saturdays!』（2017年7月1日）ゲスト
- FM世田谷 『岸田敏志のアフタヌーンパラダイス』（2016年8月15日）ゲスト
- CROSS WAVE★SENJU 『CANCAN☆RADIO』（2014年11月20日）ゲスト
- CROSS WAVE★SENJU 『SENJUでCROSS繋がる鍵』（2014年11月5日）ゲスト
- FM FUJI 『Slash&Burn』（2014年7月28日）ゲスト
- FMサルース 『プラチナミュージックレディオ』（2013年9月7日）

## 舞台・ミュージカル
- 藤原たまえプロデュース vol.20「大遺作」（2025年7月24日 - 27日〈予定〉、本多劇場）[1]
- 片岡自動車工業 本公演『お局ちゃん御用心!!!』（2023年11月17日 - 12月3日、ABCホール 他）[2]
- ミュージカル座『トラブルショー』(2019年12月5日 - 9日　IMAホール)リッキー吉野役
- ザ・レッドフェイス『七慟伽藍』（2019年9月20日、神奈川公会堂）八百比丘尼役
- 舞台【紫陽花-令和-】(2019年6月5日～6月9日、下北沢楽園)武原杜生役
- 舞台「銀河鉄道の夜」(2019年4月29日 - 5月2日、ザムザ阿佐谷)ブルカニロ博士役
- ブロードウェイミュージカル『big the musical』（2019年4月1日 - 2日、銀座博品館劇場）ポール役
- ミュージカル座『タイム・フライズ』(2019年2月16日 - 19日　IMAホール)中丸修役
- ブロードウェイミュージカル『big the musical』（2018年8月27日、海老名市文化会館　大ホール)ポール役
- ブロードウェイミュージカル『big the musical』（2018年4月3日 - 8日、銀座博品館劇場）ポール役
- ザ・レッドフェイス『キリンの夢3』（2017年7月21日 - 23日、渋谷・伝承ホール）太宰治 役
- 劇団スイセイ・ミュージカル『楽園』（2016年9月22日 - 25日、日本教育会館　一ツ橋ホール）キアヌ 役
- ミュージカル座『ルルドの奇跡』（2016年3月10日 - 13日、シアター1010）水泥棒　役
- 砂岡事務所プロデュース『プリズンホテル　夏』（2016年1月21日 - 31日、シアター代官山）服部正彦 役
- ミュージカル座『マザー・テレサ 愛のうた』（2015年2月19日 - 24日、シアター1010）アーミル 役
- 劇団東俳50周年記念公演むげん工房『法廷の銃声』（2014年11月21日 - 24日、シアター1010）ビル・ロジャース 役
- teamオムレット『HARVEST-日本女医第一号-』（2014年7月11日 - 13日、座・高円寺2）石黒忠悳 役
- 『Musical Live レ・ミゼラブル』（2014年5月30日 - 6月1日、関交協ハーモニックホール）テナルディエ 役
- ミュージカル座『何処へ行く』（2014年3月20日 - 25日、シアター1010）キロン 役
- 東京パフォーマーズ倶楽部『浅草あちゃらか』（2013年11月27日 - 12月1日、俳優座）広瀬隼人 役
- ザ・レッドフェイス『貉-MUJINA-』（2013年7月31日 - 8月4日、笹塚ファクトリー）
- ザ・レッドフェイス『七慟伽藍』（2013年5月18日 - 19日、笹塚ファクトリー）
- ザ・レッドフェイス『サートーマス・ドッグマン・フェルナンデス・ダマスカスからの招待状III』（2013年3月6日 - 10日、笹塚ファクトリー）
- キティ・エンタテインメント『ソラオの世界』（2013年2月9日 - 17日、東京芸術劇場シアターウエスト）
- ザ・レッドフェイス『爾汝の社・光来』（2013年1月9日 - 20日、笹塚ファクトリー）
- 劇団パラノイア・エイジ『虹色列車』（2012年11月13日 - 18日、劇場MOMO）
- ザ・レッドフェイス『爾汝の社・萬來アンコール』（2012年10月24日 - 28日、笹塚ファクトリー）
- 劇団レッドフェイス『七慟伽藍』（2012年9月6日 - 9日、ザムザ阿佐谷）
- 劇団K助『それいけユーコマン』（2012年7月18日 - 22日、中野ザ・ポケット）
- 劇団レッドフェイス『呑象』（2012年6月23日 - 7月1日、笹塚ファクトリー）
- 劇団パラノイア・エイジ『彷徨う翼 〜朝日に匂う山桜花』『罅割れた楯 〜さらばとだにも言ひて別れむ』（2012年4月27日 - 5月6日、下北沢「劇」小劇場）
- 劇団レッドフェイス『爾汝の社・万来』（2012年2月15日 - 19日、笹塚ファクトリー）
- 演劇集団アトリエッジ「ぬばたまの淵」（俳優座）（2011年10月22日 - 30日）
- 香栄 プレミアムコンサート Vol.4『ラジオ 〜この素晴らしき世界〜』（2011年5月28日 - 29日）
- 劇団パラノイア・エイジ『人斬りの恋」（2011年、下北沢「劇」小劇場）
- 劇団パラノイア・エイジ『将 MASAKADO 門』（2011年、恵比寿・エコー劇場）
- 劇団パラノイア・エイジ『彷徨う翼 〜朝日に匂う山桜花』（2010年、下北沢「劇」小劇場）
- 劇団パラノイア・エイジ『幕末異聞 夢想敗軍記』（2010年、新宿スペース107）
- 朝倉薫演劇 少女人形舞台公演『LOVE ME DOLL』（2010年、銀座みゆき館劇場）
- フェドー劇場『社長の大災難!!』（2010年、萬スタジオ）
- フェドー劇場『ハートフルミューズ』（2009年、萬スタジオ）
- 劇団パラノイア・エイジ『夜之音、月之香』（2009年、下北沢「劇」小劇場）
- 劇団新芸座第80回公演『ミュージカル11ぴきのねこ』（2009年、武蔵野芸能劇場）
- 香栄ウィンターコンサート2009『こころもり』（2009年、大田区民ホール・アプリコ）
- 香栄 クリスマスコンサート2008『霧の夜の物語』（2008年、大田区民ホール・アプリコ）
- 中野区教育委員会主催 朝倉薫演劇団特別公演『幕末エンジェル 〜伝えたい愛の歌〜』（2008年、野方区民ホール）
- 劇団アルターエゴ第35回公演三ツ矢雄二・横山智佐プロデュース『踊るべき子供たち』（2007年、東京芸術劇場 小ホール2）
- 『SO WHAT』Vol.2・3 ユニセフチャリティー公演（2007年 - 2009年、シアターサンモール）
- フェドー劇場『オールウェイズ 〜リターンズ〜』（2006年、萬スタジオ）
- フェドー劇場『自由交換ホテル』（2005年、萬スタジオ）
- 『オールウェイズ』（2004年、大塚蔓スタジオ）
- 広井王子プロデュース『ピンクレインボー』（2004年、シアターサンモール）

他多数

## MUSIC
- ミニアルバム『LOVE ALL』（2013年8月6日、キティパブリッシング/アルファーシャイニング）
- サウンドトラック『らせんのかけら』『君を無くして…』（日本コロムビア）

## ライブ・ステージ
- 『松戸クリスマスファンタジー2013 オープニングセレモニー』（2013年11月23日、松戸駅西口）
- 『IWAジャパンプロレス』（2013年11月16日、新宿FACE）歌のゲスト
- 『伊藤アルフワンマンライブ』（2013年11月9日、横浜温泉チャレンジャー）
- 『昭和歌謡ナイト』（2013年11月1日、渋谷GABIGABI）
- 『Death trap-GIG SP』（2013年10月28日、渋谷duo MUSIC EXCHANGE）
- 『SKY MUSIC RADIO Presents Bay Music Factory/OLINZ RECORDS  SPECIAL LIVE 〜SOUND PORT in MIHAMA〜』（2013年10月14日、ミハマニューポートリゾート）
- 『長与千種さんのライブ居酒屋ライブ』（2013年10月12日、Super Freak）
- 『クールアースミュージック -音楽の力で元気と笑顔を！-』（2013年9月22日、松戸駅特設ステージ）
- 『TVK"HEART BEAT"主催ライブ』（2013年9月15日、二子玉川KIWA）
- 『FMサルース プラチナミュージックレディオ』公開ライブ収録（2013年8月24日、新宿FNV）
- 『Funky Monky Dance 2・3』参加（CLUB CITTA'）
- 『加山雄三 2000年 X'masディナーショー』（2000年）コーラス

他多数

## ショー
- 『Tokyo Fashion Collection』（2013年3月3日、Zepp東京ダイバーシティ）メインモデル
- 『アジアンヘアショー In 北京 2002』日本代表（2002年）
- 『第38回東京モーターショー』Pioneer（2004年）

他多数

## スチール
- 『Coleman』 2011年カタログ
- Yahoo! ショッピング 『MEN'S STYLE』 2007年5月創刊号カバーボーイ
- BOAST株式会社 『BOAST JAPAN 2007』 2007年春・夏イメージモデル

他

## CF
- 株式会社バンダイ 『クロスファイヤー』
- 株式会社AOKI

他

## OTHER
- 『ゴーゴーサイクル USA』イメージボーイ

他多数出演歴あり